# Бун (окръг, Мисури)
Вижте пояснителната страница за други значения на Бун.
Окръг Бун (на английски: Boone County) е окръг в щата Мисури, Съединени американски щати. Площта му е 1790 km², а населението - 154 365 души. Административен център е град Кълъмбия.